# NGC 2697
NGC 2697 este o galaxie lenticulară situată în constelația Hidra. A fost descoperită în 24 ianuarie 1851 de către William Parsons, 3rd Earl of Rosse⁠(d). Se află la o distanță de 26 de megaparseci de Pământ.